# Schullehrer in Deutschland
Schullehrer in Deutschland werden an Universitäten und Pädagogischen Hochschulen meist zweiphasig ausgebildet und anschließend als Beamte, seltener als Angestellte, beschäftigt. Im Schuljahr 2023/2024 gab es in Deutschland 739.460 Lehrkräfte an allgemeinbildenden Schulen.

## Ausbildung
In Deutschland werden Lehrer in der Regel an Universitäten oder an Pädagogischen Hochschulen ausgebildet. Die aktuelle Regelstudienzeit für das Lehramtsstudium beträgt acht (sechs Bachelor, zwei Master für Primarstufe) oder zehn Semester (sechs Bachelor, vier Master für Sekundarstufe I oder II). Das Studium ist in den verschiedenen Bundesländern unterschiedlich geregelt, meist umfasst es zwei Hauptfächer und ein oder mehrere pädagogisch ausgerichtete Nebenfächer (z. B. Erziehungswissenschaften, Psychologie, Sozialwissenschaften), darüber hinaus müssen ein oder mehrere Schulpraktika absolviert werden. Lehrer an beruflichen Schulen müssen überdies in manchen Bundesländern ein Praxisjahr nachweisen.

### Einphasige Lehrerausbildung
In der einphasigen Ausbildung ist die berufspraktische Ausbildung an den Schulen in das Studium integriert. Diese Form der Ausbildung wurde entwickelt, um die oft kritisierte Praxisferne der Hochschulausbildung zu überwinden und dem „Praxisschock“ bei Beginn des Referendariates zu begegnen.

### Zweiphasige Ausbildung
Die zweiphasige Ausbildung schließt den ersten Ausbildungsabschnitt mit der Ersten Staatsprüfung für das betreffende Lehramt – einer staatlichen Prüfung nach einem wissenschaftlichen Hochschulstudium – ab. Es folgt der als Vorbereitungsdienst oder Referendariat bezeichnete zweite Ausbildungsabschnitt in staatlicher Regie. Dieser wird je nach Land als Beamter auf Widerruf oder als Angestellter im öffentlichen Dienst abgeleistet. Die "Zweite Staatsprüfung" im Anschluss an das Referendariat mit einer zweiten schriftlichen Staatsexamensarbeit und mehreren Prüfungen verlegt den Schwerpunkt auf unterrichtspraktische Gesichtspunkte. Die Dauer der zweiten Ausbildungsphase ist von Land zu Land unterschiedlich, beträgt aber in der Regel 18 bis 24 Monate.
Insofern hat die Bundesrepublik Deutschland im Weltvergleich einen sehr hohen Stand der wissenschaftlichen Lehrerausbildung. Oft kritisiert wird dagegen die Praxisferne und der überwiegend fachwissenschaftliche Anteil der Ausbildung, der sich an Diplomstudiengängen orientiert. Einige Universitäten versuchen dem durch die Bildung von Lehrerausbildungszentren zu begegnen. Die Pädagogischen Hochschulen haben eine Ausbildungsstruktur entwickelt, die das wissenschaftliche Hochschulstudium begleitende Fachpraktika in Kooperation mit geeigneten Ausbildungsschulen einschließen und Theorie und Praxis der Lehrerbildung somit bereits in der ersten Ausbildungsphase miteinander verbinden. In der zweiten Phase folgt dann eine hochschulunabhängige Referendarszeit mit einer rein schulpraxisbezogenen didaktisch-methodischen Ausbildung und dem Abschluss mit der Zweiten Staatsprüfung.
Eine Sonderstellung hat die Waldorfpädagogik: Sie darf in eigenen Instituten Lehrer nach eigenen Kriterien ausbilden. Zentrum der Waldorflehrerausbildung in Deutschland ist Stuttgart. Lehrer, die diese Ausbildung durchlaufen haben, schließen nicht mit einem Staatsexamen ab, dürfen aber an Waldorfschulen als Klassenlehrer in den Klassen 1 bis 8 eingesetzt werden. Nach einer Probezeit werden sie von der staatlichen Schulaufsicht begutachtet und erhalten dadurch offiziell ihre Zulassung.

## Zugangsvoraussetzungen
Für die Tätigkeit als Lehrer im Staatsdienst ist grundsätzlich das Bestehen der Ersten und Zweiten Staatsprüfung Voraussetzung. In mehreren Ländern werden für allgemeinbildende und berufliche Schulen auch Hochschulabsolventen mit anderen Abschlüssen eingestellt, z. B. Apotheker oder Absolventen der Betriebswirtschaft.
Außerdem besteht auch in vielen Ländern – als Ausnahme des genannten Grundsatzes – die Möglichkeit zum Quereinstieg beziehungsweise Seiteneinstieg mit einem wissenschaftlichen Hochschulstudium, ohne die Erste Staatsprüfung abgelegt und ohne ein zweites Fach studiert zu haben. In Baden-Württemberg steht der Seiteneinstieg für die Einstellung mit Vorbereitungsdienst und der Quereinstieg für die Einstellung, zunächst als Angestellter ohne Vorbereitungsdienst, bei verminderter Stundenzahl und zusätzlichen Fortbildungsveranstaltungen. In den meisten Ländern wird aber der Begriff Quereinstieg verwendet.
Die Bedingungen für diesen Quereinstieg sind sehr unterschiedlich. In der Regel reicht ein Diplom- oder Magister-Abschluss ohne Studium eines Zweitfaches aus. Es kann aber auch ein Studium für ein Zweitfach oder ein erziehungswissenschaftliches Begleitstudium erforderlich sein. Da normalerweise zwei Fächer verlangt werden, wird ein Fach anerkannt, dessen Gebiete im entsprechenden Diplom-Studiengang gelehrt wurden (z. B. bei Physikern wird Physik und Mathematik anerkannt, bei Chemikern und Biologen das entsprechende Studienfach und Physik bzw. Chemie). Die Bedingungen und Bezeichnungen für Zusatzanforderungen unterscheiden sich je nach Bedarfslage, Land und teilweise auch der Schulart.
Lehrer, die nicht in das Beamtenverhältnis eingestellt werden können oder wollen, können den Lehrberuf als Tarifbeschäftigte im öffentlichen Dienst erfüllen. Hierbei handelt es sich hauptsächlich um Lehrkräfte, die die gesundheitlichen Voraussetzungen nicht erfüllen oder bei der Einstellung eine bestimmte Altersgrenze, die jedes Land selbst festlegt, überschritten haben. Auch Lehrkräfte, die befristet beschäftigt werden, sind Tarifbeschäftigte.
Privatschulen, auch teilweise als „Alternative Schulen“ oder „Ersatzschulen“ bezeichnet, können auch Personen, die ihnen geeignet erscheinen, aber keine Staatsexamina vorweisen können, als Lehrer beschäftigen, z. B. Künstler oder Handwerker. Diese werden wie bei einer Einstellung in den öffentlichen Dienst eingestuft (nach formaler Vorbildung (= Schulabschluss + Ausbildung)) und bei den staatlichen Zuschüssen für diese Schulen berücksichtigt.

## Statistik
Im Schuljahr 2023/2024 waren in Deutschland 739.460 Lehrkräfte an allgemeinbildenden Schulen beschäftigt.
Diese Zahl umfasst vollzeit-, teilzeit- und stundenweise beschäftigte Lehrkräfte. Dazu zählen alle Personen, die eigenverantwortlich unterrichten.
|  | 180.340 |

|  | 100.368 |

|  | 95.761 |

|  | 71.393 |

|  | 58.587 |

|  | 40.134 |

|  | 34.075 |

|  | 32.881 |

|  | 25.859 |

|  | 22.025 |

|  | 18.918 |

|  | 15.851 |

|  | 15.588 |

|  | 12.118 |

|  | 9.039 |

|  | 6.523 |

## Einstellung
Nach den gesetzlichen Bestimmungen für die Einstellung von Arbeitnehmern erfolgt die Einstellung in den öffentlichen Dienst jeweils nach den Maßgaben des obersten Dienstherrn (Land). Die Einstellung in den Schuldienst erfolgt nach dem jeweils unterschiedlichen Landesrecht. Entsprechend unterschiedlich sind auch die jeweiligen Beteiligungsrechte des Personalrats festgelegt. In manchen Ländern ergeben sich durch die fast monopolartige Stellung der Einstellungsbehörde für Lehrer aus arbeitsrechtlicher Sicht Probleme. In verschiedenen Ländern wurde die Auswahl der Lehrer an die Schulen delegiert (schulscharfe Einstellung).

### Bestenauslese
Durch die landesweite Einstellung ergibt sich u. a. das Problem, dass auf eine benötigte Stelle alle Bewerber mit den entsprechenden formalen Voraussetzungen (Staatsexamen und Fächerkombination) Zugang haben müssen. Es werden daher die Abschlussnoten aus beiden Staatsexamina zusammengerechnet und daraus eine „Bestenliste“ für jede mögliche Fächerkombination erstellt. Zu dieser so erstellten Bestenliste kommt noch eine Bewertung nach ebenfalls landesweit geltenden sozialen Kriterien.

#### Probleme
Durch die landesweite Vergabe von Lehrerstellen nach dieser Bestenliste fast ausschließlich nach Noten werden in der Person des Bewerbers liegende Qualitäten nicht erfasst, die aber für die Schule sehr interessant sein können. Das Verfahren ist sehr unpersönlich und nur scheinbar objektiv, da durch geschickte Handhabung des Vergabeverfahrens doch Einfluss auf die Auswahl genommen wird.

### Landesweite Lehrereinstellung
Schulen melden der einstellenden Behörde zu einem Stichtag (in Niedersachsen mit jeder Meldung zur Personalveränderung) ihren Bedarf an Lehrerstunden unter Angabe benötigter Fächer bzw. -kombinationen.
Auf der Bewerberseite können in manchen Bundesländern Wünsche in Bezug auf Schulform und Einsatzort gestellt werden.
In einem Einstellungsverfahren werden in der Reihenfolge der Bestenliste geeigneten Bewerbern Einstellungsangebote gemacht.

#### Probleme
Die Einstellungsbehörde ist einerseits in der Lage des monopolartigen Anbieters von Lehrerstellen, anderseits steht sie unter dem Druck, die notwendigen Lehrer einstellen zu müssen.
Falls ein Bewerber ein Einstellungsangebot nicht annimmt, können nicht alle Stellen besetzt werden. Für eine Nachbesetzung muss wieder landesweit in der Einstellungskonferenz versucht werden, aus den vorhandenen Bewerbern die weiterhin freien Stellen zu besetzen. In der Regel müssen mehrere Einstellungskonferenzen durchgeführt werden. Das Einstellungsverfahren zieht sich oft bis ins anlaufende Schuljahr hinein. Für die Stundenplangestaltung hat das weitreichende Folgen.
Die Einstellungsbehörde legt daher Regeln fest, um die Bewerbungen möglichst dem Bedarf der Schulen anzupassen. Mit sinkenden Einstellungen (weniger Kinder, weniger Geld für Lehrerstellen) wird die Bandbreite der Bewerberwunschmöglichkeiten eingeengt. Wünsche können zwar noch angegeben werden, führen aber zu geringeren Einstellungschancen. Umgekehrt wird eine maximale Flexibilität des Bewerbers in Bezug auf den Einsatzort (landesweit) und die Schulform zu der Chance auf Einstellung an irgendeiner Schule des Landes.
Die Einstellungsbehörde versucht, die Effizienz des Verfahrens zu optimieren, indem sie Lehrer, die ein Angebot abgelehnt haben, für mehrere Jahre vom Bewerbungsverfahren ausschließt (Sperre). Das kann zu der Situation führen, dass ein Lehrer nicht eingestellt werden kann, obwohl die Wünsche von Schule und Bewerber übereinstimmen. Gesperrte Lehrer müssen sich daher in anderen Bundesländern oder bei anderen Arbeitgebern (teilweise berufsfremd) bewerben und sind dann bei einer erneuten Bewerbung in der Situation, zwar ein Angebot zu erhalten, dieses wegen fehlender Kündigungsmöglichkeit im vorgeschriebenen Zeitraum (drei Tage) nicht annehmen zu können. Zu bedenken haben sie auch, ob sie ein bestehendes Arbeitsverhältnis zugunsten eines – eventuell nicht optimalen – Angebotes mit dreijähriger Probezeit, d. h. ohne langfristige Arbeitsplatzgarantie, aufgeben sollten.

### Schulscharfe Einstellung
In dieser Situation gingen einige Einstellungsbehörden dazu über, das Einstellungsverfahren auf die Schulen zu verlagern. Zu der bisher ausschließlichen Qualifikation über die Examensnoten traten nun weitere Kriterien, die einen Bewerber für Schulen interessant machten, sodass z. B. die Leitung eines Chores als Auswahlkriterium herangezogen werden kann.
Probleme
Allerdings haben die in Sachen Personaleinstellung unerfahrenen Schulen nun auch die Probleme der Ausschreibung und der Bewerberauswahl zu bewältigen. Darüber hinaus haben die Schulen keine Möglichkeit, eine Fehlentscheidung zu korrigieren. Rein rechtlich gesehen bleibt die Einstellung bei der Behörde. Ebenso haben die Personalräte Probleme, die Auswahlgespräche an den Schulen aus zeitlichen Gründen, wie im Personalvertretungsrecht vorgesehen, zu begleiten.
Unter anderem ist auch strittig, ob über die Schulkonferenz, das höchste Mitbestimmungsgremium jeder Schule, zu diesen für die Bewerberauswahl gebildeten Kommissionen auch gewählte Eltern- und Schülervertreter Zugang haben.
Trotz aller Schwierigkeiten scheint die schulscharfe Einstellung zu mehr Zufriedenheit zu führen als die landesweite Einstellung. Diese muss übrigens immer noch – allerdings in sehr viel kleinerem Rahmen – durchgeführt werden, weil der Staat ja alle Schulen mit Lehrern versorgen muss. Kann also eine Schule keine geeigneten Bewerber finden, müssen ihr trotzdem Lehrer zugewiesen werden.

## Arbeitsbedingungen

### Besoldung/Vergütung
Da die Lehrerbezahlung in die Hoheit der Länder fällt, gibt es für jedes Bundesland auch eigene, von den aufgeführten Besoldungsgrundsätzen abweichende Regelungen.
Im staatlichen Schuldienst erfolgt die Besoldung der Lehrer entweder nach der Bundesbesoldungsordnung bzw. einer Landesbesoldungsordnung (Beamte) oder nach dem Tarifvertrag für den öffentlichen Dienst der Länder (TV-L).
Lehrer an Grundschulen mit einem Studium von mindestens sechs Semestern Dauer werden ohne Beförderungsmöglichkeit im Falle einer Einstellung als Beamte in den gehobenen Dienst in die Besoldungsgruppe A 12 eingestuft.
Verbeamtete Lehrer an Hauptschulen, Förderschulen, Realschulen und vergleichbare Lehrer für die Sekundarstufe I und einem Studium von mindestens sechs Semestern Dauer werden je nach Schulform und Lehrbefähigung in den gehobenen Dienst in der Besoldungsgruppe A 12 (vor allem Hauptschule), in manchen Bundesländern mit einer Beförderungsmöglichkeit in die Besoldungsgruppe A 13 oder direkt in der Besoldungsgruppe A 13 (vor allem Realschule, Förderschule) eingestellt.
Lehrer mit der Befähigung für das höhere Lehramt an Gymnasien, Beruflichen Schulen und teilweise auch an Gesamtschulen sowie andere Lehrer mit der Lehrbefähigung für die Sekundarstufe II (Studiendauer: mindestens acht Semester) werden entsprechend in den höheren Dienst als Studienrat (A 13 mit allgemeiner Zulage) eingestellt. Beförderungsämter sind Oberstudienrat (A 14) und Studiendirektor (A 15). Der Schulleiter an Gymnasien ist in der Regel Oberstudiendirektor, an Gesamtschulen Leitender Gesamtschuldirektor (beide A 16).
Ämter bei der Schulaufsicht als Fachberater, in der Lehrerfortbildung u. Ä. sind in der Regel mit einer Reduzierung der Unterrichtsverpflichtung oder im Bereich der Lehrkräfte für die Sekundarstufe II auch mit einer Beförderung (Studiendirektor oder Oberstudiendirektor) verbunden.
Schulleiter und ihre Stellvertreter an Grund-, Haupt-, Real- und Förderschulen erhalten je nach Schulgröße Zulagen oder werden in höhere Besoldungsgruppen eingestuft. Außerdem haben sie eine reduzierte Stundenverpflichtung. An Grund- und Hauptschulen lautet ihre Amtsbezeichnung in der Regel Rektor (Stellvertreter: Konrektor), an Realschulen Realschulrektor (Realschulkonrektor) und an Förderschulen Sonderschulrektor (Sonderschulkonrektor).
In einzelnen Bundesländern gibt es darüber hinaus Fachlehrer für technisch-musische Fächer, Landwirtschaftliche Lehrer und Werkstattlehrer, die keinen Hochschulabschluss besitzen, sondern lediglich an Pädagogischen Fachseminaren ausgebildet werden. Sie werden je nach Qualifikation bei allen Schulformen in die Besoldungsgruppen A 9 oder A 10 eingestuft.
Im internationalen Vergleich liegen die deutschen Lehrergehälter im Spitzenfeld, lediglich in Luxemburg und der Schweiz verdienen Lehrer mehr. Dies gilt sowohl für Grund- als auch für Mittelstufen- und Oberstufenlehrer. Die wöchentliche Unterrichtszeit liegt leicht über dem Durchschnitt der OECD-Länder. Die Lehrergehälter orientieren sich vor allem am Lebensalter, die Leistungsfähigkeit spielt bei der Einstellung eine wesentliche Rolle. Entsprechend der Qualifikation liegen die Gehälter an Grundschulen vergleichsweise niedriger.

### Fortbildung
Einem OECD-Report von 2016 zufolge hat die Lehrerfortbildung in Deutschland einen deutlich geringeren Stellenwert als in anderen Staaten.

### Arbeitszeit
Nach einem OECD-Report von 2016 geben Lehrer in Deutschland mehr Unterrichtsstunden als Lehrer in anderen Staaten.
Die Arbeitszeit der Lehrer bemisst sich im staatlichen Schuldienst sowohl für Angestellte als auch Beamte derzeit nach den jeweils geltenden Regelungen für Beamte. Je nach Schulart legt der Dienstherr die Anzahl der zu haltenden Unterrichtsstunden, die als Lehrdeputat oder Unterrichtsverpflichtung bezeichnet werden, fest, bei deren Erfüllung aufgrund der sich zusätzlich ergebenden Aufgaben die Arbeitszeit erreicht wird. Der Umfang der zu unterrichtenden Stunden und der zusätzlich zu erfüllenden Aufgaben ist von Bundesland zu Bundesland unterschiedlich, in der Regel verlangen Bundesländer mit einem höheren Stundendeputat weniger zusätzliche Aufgaben.
Über den Aufwand für die Vor- und Nachbereitung der Unterrichtsstunden sowie für Verwaltungstätigkeiten und die Fortbildung bestehen unterschiedliche Auffassungen. Nach einer für Nordrhein-Westfalen erstellten Studie aus dem Jahr 1998 arbeiten Lehrer an Gymnasien/Gesamtschulen 1900 oder mehr Zeitstunden im Jahr, was 250 bis 300 Stunden über der durchschnittlichen Jahresarbeitszeit von 1664 Stunden für das Jahr 2000 liegt und werktäglich einer durchgehenden Arbeitszeit von mehr als acht Stunden entspricht. Eine Studie aus dem Jahr 2007 ermittelte im selben Bundesland eine durchschnittliche Wochenarbeitszeit von 62,5 Stunden bei Gymnasiallehrern.
An höheren Bildungsinstituten wird ein größerer Aufwand an Vor- und Nachbereitung antizipiert, und das Deputat liegt unter dem an Schulen mit niedrigerem Bildungsabschluss (Beispiele aus Nordrhein-Westfalen: Gymnasiallehrer: 25,5 Unterrichtsstunden, Grundschullehrer: 28 Unterrichtsstunden, Förderschullehrer: 27,5 Unterrichtsstunden, Sekundarstufenlehrer an einer Hauptschule: 28 Unterrichtsstunden, an einer Realschule: 27,5 Unterrichtsstunden, hingegen an einer Gesamtschule: 25,5 Unterrichtsstunden; jeweils volle Stelle). Trotz des höheren Deputats lag die durchschnittliche Jahresarbeitszeit von Grundschullehrern in NRW 1998 etwas niedriger, bei etwa 1750 Stunden, unter anderem auch deshalb, weil die Betreuung vor dem Unterrichtsbeginn und die Beaufsichtigung des Frühstücks der Kinder bei der Berechnung vergessen wurden. Bei allen Schulformen treten allerdings außerordentlich große Schwankungen um den Mittelwert auf, bei der Gesamtschule beispielsweise zwischen 1207 und 3152 Stunden Jahresarbeitszeit.
Es wird kritisiert, dass eine bloße Orientierung an der Zahl der zu unterrichtenden Stunden, nicht die tatsächliche zeitliche Belastung inklusive Vorbereitung, Nachbereitung und Korrekturen umfasst. Im Fall von ausschließlich Korrekturfächern (wie Deutsch oder Englisch) sind 500 bis 1000 Klausuren im Jahr keine Seltenheit. Dennoch erhalten in den allermeisten Fällen Lehrer von Fächern keinerlei Stundenermäßigungen, auch wenn die tatsächliche Wochenarbeitszeit von 38 bzw. 41 Stunden bzw. wie auch die tatsächliche Jahresarbeitszeit die vorgegebene von 1804 Stunden oftmals weit überstiegen wird. Bisher wurde auf dies Problem nur in geringem Umfang hierauf mit Arbeitszeitmodellen eingegangen. Mit dem Schuljahr 2003/2004 führte Hamburg ein derartiges Arbeitszeitmodell ein, erhöhte aber gleichzeitig die durchschnittliche zu unterrichtende Stundenanzahl aller Lehrer.
In mehreren Bundesländern wurde die Arbeitszeit aus Unterrichtszeit, der Zeiten für Vor- und Nachbereitung und sonstige Tätigkeiten von wissenschaftlichen Instituten untersucht. Die Ergebnisse dieser Arbeitszeituntersuchungen ergaben, dass Lehrer eine tatsächliche jährliche Arbeitszeit erbringen, die deutlich über dem von vergleichbaren Beamten im öffentlichen Dienst liegt. Dennoch wurden die Unterrichtsverpflichtung und der Umfang der Aufgaben weiter erhöht. Das jeweilige Kultusministerium regelt die Arbeitszeit und deren Erhöhung einfach durch einen Erlass. Die Arbeitsverpflichtungen der angestellten Lehrkräfte entsprechen gemäß dem Tarifvertrag automatisch denjenigen der verbeamteten Lehrer.
Die angestellten Lehrer werden wegen des Fehlens einer Entgeltordnung für den Schulbereich durch den Arbeitgeber einer Entgeltgruppe zugeordnet. Dies führt zu einer unterschiedlichen Einstufung in den einzelnen Ländern. Von den Arbeitgebern wurde ein Angebot zur Entgeltordnung unterbreitet. Die Verhandlungen führten jedoch zu keinem Ergebnis. Da das Bruttogehalt für Angestellte nach dem Tarifvertrag bereits niedriger ist als das eines vergleichbar eingestuften Beamten, kommt es durch die gleiche Arbeitszeit zu einer Ungleichbehandlung von Tarifbeschäftigten und Beamten. Diese Problematik führte dazu, dass der Deutsche Philologenverband und verschiedene Berufsschullehrerverbände die Einstufung von Gymnasial- bzw. Berufsschullehrern in einer höheren Entgeltgruppe fordern, während die GEW keine Bevorzugung einzelner Lehrämter verlangt. Dieser Streitpunkt führt unter anderem bereits seit mehreren Jahren dazu, dass die Verhandlungen über die Entgeltordnungen zu keinem Ergebnis geführt haben.
Eine Studie der GEW ergab 2018 eine durchschnittliche Wochenarbeitszeit von 48 Stunden und 18 Minuten für Lehrer in Deutschland.

#### Pflichtstundenzahl nach Ländern und Schularten
|                     | Grundschule | Orientierungsstufe | Hauptschule | Schularten mit mehreren Bildungsgängen | Realschule | Gymnasium | Gesamtschule                     | Förderschule | berufliche Schule | Bemerkungen |
| ------------------- | ----------- | ------------------ | ----------- | -------------------------------------- | ---------- | --------- | -------------------------------- | ------------ | ----------------- | ----------- |
| Baden-Württemberg   | 28          |                    | 27          |                                        | 27         | 251/272   | 27 (entsprechend der Vorbildung) | 25           | 276/287/318       | 253/274/285 |
| Bayern              | 28/29       |                    | 27          |                                        | 24/28      | 23/27     | 26                               |              | 23-29             |             |
| Berlin              | 28          | 28                 |             |                                        |            | 26        | 26                               | 27           | 25/26             |             |
| Brandenburg         | 27          | 27                 |             | 25                                     |            | 25        | 27/25                            | 25           | 25                |             |
| Bremen              | 28/27       |                    |             | 27/25                                  |            | 27/25     | 27/25                            | 27           | 25                |             |
| Hamburg             | 27,9        | 26                 |             |                                        |            | 21-26     | 21,4-26                          | 26,9         | 21-25,1           |             |
| Hessen              | 28,5-29     | 25-26              |             | 26-27                                  | 25-26      | 25-26     | 27-28                            | 26,9         | 24-28             |             |
| Niedersachsen       | 28          |                    | 27,5        | 25,5 (Oberschule)                      | 26,5       | 23,5      | 24,5                             | 26,5         | 24,5/25,5/26/27,5 |             |
| Nordrhein-Westfalen | 28          |                    | 27,5        | 25,5                                   | 27,5       | 25,5      | 25,5                             | 27,5         | 25,5              |             |

1 höherer Dienst

2 gehobener Dienst

3 Wissenschaftliche Lehrer

4 Technische Lehrer der kaufmännischen und hauswirtschaftlichen Fachrichtung und der gewerblichen und landwirtschaftlichen Fachrichtung mit mehr als 5 Wochenstunden fachpraktischem Unterricht

5 Technische Lehrer der gewerblichen und landwirtschaftlichen Fachrichtung mit bis zu 4 Wochenstunden fachpraktischem Unterricht

6Gemeinschaftsschulen

7Fachlehrer für musisch-technische Fächer sowie Sportlehrer

8Fachlehrer an Schulen für Geistigbehinderte oder Körperbehinderte und Technische Lehrer an Förderschulen

#### Teilzeit/Arbeitszeiten
Die Arbeitszeit im Öffentlichen Dienst beträgt wöchentlich 40 bis 41 Stunden; da der Umfang der dem Lehrer übertragenen Aufgaben vom Bundesland abhängt, ist auch das wöchentliche Unterrichtsdeputat unterschiedlich hoch. Da der öffentliche Dienst im Allgemeinen weitgehende Teilzeitregelungen kennt, werden diese auch auf Lehrer angewandt. Sie beziehen sich jedoch zunächst nur auf die Pflichtstundenzahl. Bei Konferenzteilnahmen, Klassenfahrten, Aufsichten, Veranstaltungen der Schule usw. soll die Teilzeit entsprechend Berücksichtigung finden, was in der Praxis nicht immer möglich ist oder auch umgangen wird.

#### Sabbatjahr
Als Sabbatjahr wird ein Jahr ohne Unterrichtsverpflichtung mit reduzierter Besoldung bezeichnet. Lehrer können durch Verzicht auf einen Teil der Besoldung ein Sabbatjahr zusammensparen. Dabei sind Modelle zwischen drei und sieben Jahren möglich, von denen eines das Sabbatjahr ist. Beispielsweise kann der Gehaltsverzicht von einem Siebtel Gehalt sich über den Zeitraum von sechs Jahren erstrecken. Das auf sechs Siebtel reduzierte Gehalt wird anschließend auch im siebten Jahr, dem Sabbatjahr, in welchem die Lehrkraft nicht arbeitet, gezahlt. (Beispiel aus Niedersachsen, NBG § 80.4, die Regelungen unterscheiden sich in den Ländern deutlich.)

#### Beurlaubung
Aus arbeitsmarktpolitischen und familiären Gründen können Lehrer bis zu 15 Jahren ohne Dienstbezüge beurlaubt werden. In dieser Zeit besteht allerdings auch kein Anspruch auf Beihilfe. Für die Höhe der Pension zählen diese Jahre nicht.

#### Arbeitszeitkonten
Auch das Konzept der Lebensarbeitszeitkonten wird für den Lehrerberuf angewandt, um einerseits (aus der Sicht des Dienstherren) kurzfristig den Lehrerbedarf in einem Bundesland besser regeln zu können und andererseits (aus Lehrersicht) die individuelle Lebensplanung flexibler gestalten zu können. Die in Niedersachsen seit dem Jahr 2000 eingerichteten Arbeitszeitkonten sind in der Vergangenheit kritisiert worden, weil für die aufgelaufenen Gehaltsansprüche der Lehrer keine Rückstellungen im Landeshaushalt gebildet wurden.

#### Vorgriffsstunde
Die Vorgriffsstunde wurde in verschiedenen Ländern eingeführt, um der steigenden Schülerzahl zu begegnen. Dabei arbeiteten die Lehrer mehrere Schuljahre eine Wochenstunde mehr, sammelten diese auf einem Arbeitszeitkonto an und arbeiteten dann entweder mehrere Jahre mit einer Arbeitszeit, die um eine Wochenstunde reduziert wurde (z. B. in Baden-Württemberg), oder konnten die angesammelten Stunden auf einmal zur Arbeitszeitreduzierung verwenden.

#### Altersermäßigung und Altersteilzeit
Ab einem bestimmten Lebensalter kann die reguläre Unterrichtsverpflichtung ohne Gehaltseinbuße um eine Wochenstunde verringert werden (Altersermäßigung).
Regelungen für Altersteilzeit ermöglichen noch im Block- oder Teilzeit-Modell einen vorzeitigen Ruhestand gegen vorherigen Gehaltsverzicht.

#### Altersgrenze
Die Altersgrenze wird auch für Lehrer, wie für alle Beamten, schrittweise auf 67 Jahre hinaufgesetzt. In der Regel ist festgelegt, dass alle Lehrkräfte zum Ende des Schulhalbjahres ausscheiden, in dem sie das 65. Lebensjahr vollenden.
Allerdings erreicht ein Großteil der Lehrer nicht die bisherige Altersgrenze von 65 Jahren und scheidet vorzeitig aus dem Dienst aus. Prinzipiell können vorzeitig zur Ruhe gesetzte Lehrer auf eigenen Wunsch oder auf Begehren des Dienstherren reaktiviert werden, wenn es der Gesundheitszustand zulässt. In Baden-Württemberg ist zudem die Versetzung zur Vermeidung von Dienstunfähigkeit vorgesehen, z. B. in die Schulverwaltung oder in Museen.

#### Ferien/Urlaub
Lehrer haben, genau wie alle anderen Beamten, den gleichen Anspruch auf Urlaub, den sie allerdings in der unterrichtsfreien Zeit, den Schulferien, nehmen müssen. Die Arbeit in den Schulferien besteht im Wesentlichen aus Korrekturen, Erstellung von Gutachten, Prüfungsvorbereitungen (z. B. mündliche Abiturprüfungen), Konferenzen und Fortbildungen, die zunehmend in die unterrichtsfreien Zeiten verlegt werden.
Beurlaubungen während der Unterrichtszeit werden nur ausgesprochen, wenn bestimmte Voraussetzungen (z. B. Geburt eines Kindes) vorliegen oder wenn der Unterricht verlegt werden kann. Wann dieser Sonderurlaub gewährt werden kann, ist für Beamte in den entsprechenden Rechtsvorschriften und für Angestellte im Tarifvertrag geregelt. Die Regelungen sind im Wesentlichen für alle Beamten gleich und beinhalten neben Geburts- und Todesfällen in der Familie auch Umzüge im dienstlichen Interesse u. Ä. Die eigene Hochzeit eines Lehrers begründet dagegen keinen Anspruch auf Sonderurlaub, da dieser Termin in die unterrichtsfreie Zeit verlegt werden kann.

### Frauenförderplan
In mehreren Bundesländern existieren auch für den Schulbereich Frauenförderpläne. Damit soll erreicht werden, dass bei der Besetzung von Leitungsfunktionen Frauen gleichermaßen berücksichtigt werden. Frauen sind in Schulleitungspositionen deutlich unterrepräsentiert, während sie in Beförderungsämtern ohne Schulleitungsaufgaben gleichmäßig repräsentiert sind. Ob der sehr hohe Frauenanteil im Lehrkörper der Grundschulen eventuell unerwünschte Folgen für die Jungenerziehung hat, ist bis heute nicht erforscht.

### Mobilität
Die Anerkennung von Lehramtsprüfungen und Lehramtsbefähigungen durch andere Bundesländer ist durch einen Beschlusses der Kultusministerkonferenz vom 22. Oktober 1999 geregelt. Darauf aufbauend sichert der Beschluss vom 7. März 2013 Lehramtsabsolventen anderer Bundesländer einen gleichberechtigten Zugang zum Lehramtsreferendariat zu.
Um aus persönlichen Gründen das Bundesland zu wechseln, können Lehrkräfte, die bereits im Dienst eines Landes unbefristet beschäftigt oder beamtet sind, an einem Lehrkräfteaustauschverfahren teilnehmen. Lehrkräfte können auch an einer von der Bundesrepublik Deutschland geförderten Auslandsschule tätig werden.
Die Anerkennung von Lehrkräfteberufsqualifikationen, die im Ausland erworben wurden, liegt in der Zuständigkeit der Länder.

## Aufgaben des Lehrers

### Deutscher Bildungsrat 1970
Die fünf Aufgaben des Lehrers nach dem Katalog der Berufsaufgaben der Lehrer, den der Deutsche Bildungsrat 1970 vorgestellt hat, sind:
- Lehren und Erziehen (beides ist nach dem Bildungsrat nicht zu trennen)
- Beurteilen
- Beraten
- Innovieren

### Bildungskommission NRW
Die Internationale Bildungskommission NRW (Zukunft der Bildung – Schule der Zukunft, 1995, auch Denkschrift) hat ein berufliches Leitbild für Lehrer der Zukunft entworfen:
- In einer partnerschaftlichen Schule sollen sich Schüler und Lehrer wohlfühlen; es soll sinnvoll und effektiv gelehrt und gelernt werden; fachliche, soziale und personale Kompetenzen sollen sich gleichwertig entfalten.
- Lehrer sollen selbstverantwortlich arbeiten.
- Lehrer brauchen vor allem eine positive pädagogische und soziale Grundeinstellung.
- Lehrer verstehen ihre Tätigkeit innovativ und planen und arrangieren Lern- und Erziehungsprozesse kreativ.
- Lehrer arbeiten in einer lernenden Organisation und fühlen sich dieser verpflichtet.
- Lehrer haben hohe kommunikative Fähigkeiten.

Die Denkschrift präzisiert folgende Kompetenzen (S. 304f):
- Fachlich-didaktische Kompetenz
- Methodische Kompetenz
- Kompetenz zur Leitung von Lerngruppen
- Diagnostische Kompetenz
- Beratungskompetenz
- Metakognitive Kompetenz
- Medienkompetenz
- Teamfähigkeit

## Fort- und Weiterbildung

### Fortbildung
Es gehört zu den Dienstpflichten (Allgemeine Dienstordnung, ADO) der Lehrer, sich regelmäßig fortzubilden. Die Fortbildung unterscheidet sich von der Weiterbildung, für die es keine Pflicht gibt. Das gilt in Hinsicht auf ihre Unterrichtsfächer (fachlich), auf ihre Tätigkeiten in den Bereichen Unterrichten, Erziehen, Beraten und Beurteilen (pädagogisch) und ihre dienstliche Tätigkeit (dienstlich). Diese Verpflichtung kann er erfüllen, indem er sich entweder durch Lektüre fortbildet oder an Fortbildungsveranstaltungen teilnimmt. Seit einiger Zeit liegt der Fokus stärker auf einer umfassenderen Vorstellung der beruflichen Weiterentwicklung von Lehrpersonen, die unter dem Begriff Personalentwicklung gefasst wird und sowohl die Schule als Ganzes (Schulentwicklung) als auch den Unterricht der einzelnen Lehrperson im Blick hat (Unterrichtsentwicklung).
Fortbildungsveranstaltungen können selbst organisiert sein und dabei entweder von Kollegen oder von externen Personen durchgeführt werden. Dabei wird je nach Fortbildungsort zwischen schulinterner und schulexterner Fortbildung unterschieden.
Bei den Anbietern von Fortbildung muss einmal die vom Dienstherren von der durch Dritte angebotene Fortbildung unterschieden werden. Die staatlich angebotene Fortbildung wird einmal von den Bezirksregierungen des Landes, durch landeseigene Fortbildungsakademien und von landeseigenen Fortbildungseinrichtungen angeboten. Daneben gibt es die Fortbildungsangebote der Lehrerverbände und Gewerkschaften sowie die Angebote kirchlicher und freier Träger. Die nicht-staatliche Fortbildung ist durch das Weiterbildungsgesetz geregelt.

#### Probleme
Durch die vielfältigen Angebote an Fortbildung besteht der Konflikt, welche für die Erfüllung der Lehrtätigkeit notwendig sind und welche nicht. Der eher restriktiven Sichtweise des Dienstherren steht die fachlich-pädagogisch begründete Entscheidung des Lehrers für ein bestimmtes Fortbildungsangebot gegenüber.
Die Fortbildung der Lehrer liegt im Interesse des Dienstherren und ist daher eine dienstliche Tätigkeit, die in der Dienstzeit stattfinden sollte. Da das der Vorgabe widerspricht, dass für Fortbildungen möglichst kein Unterricht ausfallen soll, werden Lehrerfortbildungen häufig während der Freizeit durchgeführt (z. B. am Wochenende); in Einzelfällen kann ein Lehrer auch durch den Schulleiter von seiner Unterrichtsverpflichtung freigestellt werden. Die Zulassung zur Fortbildung ist mitbestimmungspflichtig. Wird die Teilnahme aus dienstlichen Gründen versagt, kann der Lehrer beim Personalrat Beschwerde gegen diese Entscheidung einlegen und der Dienstherr muss den Nachweis erbringen, dass die dienstlichen Gründe tatsächlich schwerer wiegen als die Gründe des Lehrers, eben an diesem Fortbildungsangebot teilzunehmen. Gerichte urteilen wiederholt, dass allein das Argument: „Unterrichtsausfall kann nicht vertreten werden“ nicht ausreicht, um einen Antrag auf Fortbildung abzulehnen. Besonders heikel ist die Ablehnung bei Fortbildungsmaßnahmen, die der Höherqualifikation der Lehrer dienen.

#### Weiterbildung
Von Weiterbildung spricht man, wenn Lehrer z. B. neben ihrer Berufstätigkeit eine weitere Fakultas (Lehrberechtigung) erwerben wollen. Das kann im Interesse der Schule liegen, aber auch die Bewerbungschancen des Lehrers für eine andere Schule erhöhen. Der Erwerb einer weiteren Fakultas ist meist recht zeitintensiv und z. B. mit dem Besuch von Uni-Seminaren verbunden, die zeitlich und bei Prüfungen keine Rücksicht auf dienstliche Belange nehmen können.
Eine Pflicht zur Weiterbildung besteht für Lehrer nicht. Geregelt ist die Weiterbildung in den entsprechenden Lehramtsausbildungsgesetzen. Für Schleswig-Holstein ist es z. B. das Lehrkräftebildungsgesetz (LehrBG, § 30 Ziele der Fort- und Weiterbildung).